# Bédaquiline
La bédaquiline (noms de code : TMC207 et R207910) est une molécule de la famille des diarylquinoléines constituant le principe actif d'un nouveau médicament antituberculeux nommé « Sirturo » commercialisé par la compagnie pharmaceutique Janssen Pharmaceutica.

## Mode d'action
La bédaquiline agit en inhibant spécifiquement l’adénosine-5’-triphosphate (ATP) synthase mycobactérienne, une enzyme indispensable à l’approvisionnement énergétique de Mycobacterium tuberculosis.

## Efficacité
Dans les tuberculoses multirésistantes, l'association de la bédaquiline à une pentathérapie permet de doubler le taux de réponse positive à trente mois avec une moindre apparition de résistance mais avec une augmentation de la mortalité.
Il existe cependant des souches résistantes, cette résistance étant parfois croisée avec celle à la clofazimine, un autre antituberculeux.

## Autorisation de mise sur le marché
En 2012, la Food and Drug Administration (FDA) a autorisé son AMM dans une procédure accélérée considérant son intérêt dans le traitement de la tuberculose multirésistante.
La spécialité pharmaceutique Sirturo produite par le laboratoire Janssen en Belgique est vendue au public, en France, uniquement dans les pharmacies hospitalières. Il s'agit d'un médicament coûteux pour lequel l'assurance maladie ne prend en charge que les indications de traitement de la tuberculose résistant aux autres médicaments antituberculeux. Le traitement d'attaque de deux semaines coûte plus de 7 000 €.